# Беломорский военный округ
Беломорский военный округ (БелВО) — общевойсковое оперативно-территориальное объединение Вооружённых Сил РСФСР, затем СССР в 1918, 1920—1921, 1944—1956

## Беломорский военный округ 1-го формирования
Образован Декретом СНК РСФСР от 4 мая 1918 года на территории Архангельской, Вологодской и Олонецкой губерний, островов Белого моря и части островов Северного Ледовитого океана. Управляющий орган округа — окружной военный комиссариат — находился в Архангельске, с 1 августа 1918 года — в Вологде. 15 августа 1918 года в связи с вторжением на север Республики иностранных интервентов округ был упразднён. Территория округа передана в состав Ярославского, Уральского и Петроградского военных округов.

### Командный состав Беломорского ВО
- Военный руководитель — Ф. Е. Огородников
- Военно-политические комиссары — А. Д. Макаров (май — август 1918), А. И. Геккер (май — август 1918)[1]
- Начальник штаба — А. А. Самойло

## Беломорский военный округ 2-го формирования
Создан приказом РВСР от 20 марта 1920 года после освобождения Севера от интервентов и белогвардейцев, включал территорию Архангельской, Вологодской, Северо-Двинской губерний и Мурманского края. Управление округа размещалось в Архангельске. Расформирован Постановлением Совета труда и обороны от 17 мая 1921 года. Войска и территория переданы в состав Московского и Приуральского военных округов.

### Командный состав Беломорского ВО

#### Окружные военные комиссары
- апрель — август 1920 — Б. И. Краевский
- август — сентябрь 1920 — Г. С. Дудников (врид)
- сентябрь — ноябрь 1920 — М. Шипов

#### Командующий войсками округа
- ноябрь 1920 — апрель 1921 — С. П. Нацаренус

#### Военно-политические комиссары
- апрель — октябрь 1920 — А. И. Писарев
- октябрь 1920 — апрель 1921 — Я. Я. Спрингис-Шипов

#### Начальники штаба округа
- апрель 1920 — Н. И. Лыщинский (врид)
- апрель — май 1920 — А. А. Корелов (врид)
- май — июнь 1920 — Л. Н. Ростов
- июнь 1920 — май 1921 — А. А. Корелов

## Беломорский военный округ 3-го формирования
Образован после окончания боевых действий на советско-финском фронте и в Заполярье приказом Наркома обороны СССР от 15 декабря 1944 года на базе бывшего Архангельского военного округа (Архангельская, Вологодская области и Коми АССР) с последующем включением территории Мурманской области и Карело-Финской ССР. Управление округа дислоцировалось в г. Кемь. В состав округа входили 14-я армия и ряд отдельных соединений и частей. В январе 1946 Архангельская, Вологодская области и Коми АССР были переданы во вновь созданный Архангельский военный округ (2-го формирования). С марта 1946 года управление дислоцировалось в г. Петрозаводске. На основании постановления Совета Министров СССР от 20 июня 1951 года и согласно приказу министра обороны СССР от 29 июня 1951 года округ переименован в Северный военный округ (с 1 июля 1951 года), название Беломорский военный округ получил бывший Архангельский военный округ.

### Командный состав Беломорского ВО

#### Командующий войсками округа
- 15 декабря 1944 — май 1948 — генерал-полковник В. А. Фролов
- май 1948 — июнь 1949 — генерал-полковник М. С Шумилов
- июнь 1949 — июнь 1951 — Маршал Советского Союза К. А. Мерецков

#### Члены Военного совета округа (в январе 1947 — июне 1950 заместители командующего по политической части)
- январь 1945 — март 1947 — генерал-майор Г. С. Емельяненко
- май 1947 — декабрь 1950 — генерал-майор А. Я. Фоминых
- июль 1950 — июнь 1951 — генерал-майор И. С. Беляков

#### Начальники штаба округа
- январь 1945 — подполковник административной службы А. И. Курицын (врид)
- январь 1945 — генерал-майор М. Н. Иванов
- январь — август 1945 — генерал-лейтенант Л. С. Сквирский
- август 1945 — март 1947 — генерал-майор В. П. Орлеанский
- март — май 1947 — генерал-майор И. П. Герасев (врид)
- май 1947 — октябрь 1948 — генерал-лейтенант A. M. Кущев
- ноябрь 1948 — генерал-майор И. П. Герасев (врид)
- ноябрь 1948 — июнь 1951 — генерал-лейтенант Г. К. Козлов

## Беломорский военный округ 4-го формирования
На основании постановления Совета Министров СССР от 20 июня 1951 года и согласно приказу министра обороны СССР от 29 июня 1951 года Архангельский военный округ переименован в Беломорский военный округ (с 1 июля 1951 года). Округ включал Архангельскую, Вологодскую области и Коми АССР. Управление округа размещалось в г. Архангельск. 4 апреля 1956 года Беломорский округ расформирован, его территория передана в состав Северного военного округа.

### Командный состав Беломорского ВО

#### Командующий войсками округа
- июль 1951 — апрель 1956 — генерал-полковник В. А. Фролов

#### Члены Военного совета округа
- июнь 1951 — май 1954 — генерал-лейтенант В. К. Шманенко
- май 1954 — апрель 1956 — генерал-майор С. Е. Маслов

#### Начальники штаба округа
- июль — ноябрь 1951 — генерал-лейтенант А. К. Кондратьев
- ноябрь 1951 — январь 1952 — полковник А. Р. Дулевский (врид)
- январь 1952 — ноябрь 1953 — генерал-лейтенант Д. И. Смирнов
- ноябрь — декабрь 1953 — полковник А. Р. Дулевский (врид)
- декабрь 1953 — февраль 1954 — генерал-майор А. В. Ставенков (врид)
- февраль 1954 — апрель 1956 — генерал-майор С. П. Петров